# Der hl. Martin und weitere Heilige huldigen Maria
Der hl. Martin und weitere Heilige huldigen Maria ist das Hochaltarbild von Johann Georg Bergmüller in der frühbarocken römisch-katholischen Pfarrkirche St. Martin in Tannheim im Landkreis Biberach in Oberschwaben. Es trägt links unten die Signatur und Datierung des Malers: JG Berckhmiller pinx. August: Vin / Anno 1716 (= J. G. Bergmüller malte es in Augsburg/Augusta Vindelicorum im Jahre 1716) und rechts unten die Signatur eines Restaurators: restauriert von / M... / A... 1941. Das Kloster Ochsenhausen zahlte dem Maler 500 fl. Honorar sowie 25 fl. für „Zehrung und Trinckhgelt“.

## Beschreibung
In der rechten Bildhälfte sitzt oben in den Wolken die Gottesmutter Maria mit ihrem Kind. Marias Kleid ist in Brauntönen gehalten. Sie trägt einen blauen Umhang, der auch ihr Haupt bedeckt und weit über ihre Schultern hinabgleitet. Als besondere Form des Heiligenscheins schweben über ihrem Kopf sieben Sterne, die in einem Dreiviertelkreis angeordnet sind, mit einem achten Stern im Kreismittelpunkt. Der Sternenkranz und der Halbmond zu ihren Füßen spielen auf die Darstellung des apokalyptischen Weibes an, wie in der Offenbarung des Johannes (12,1 ) beschrieben. 

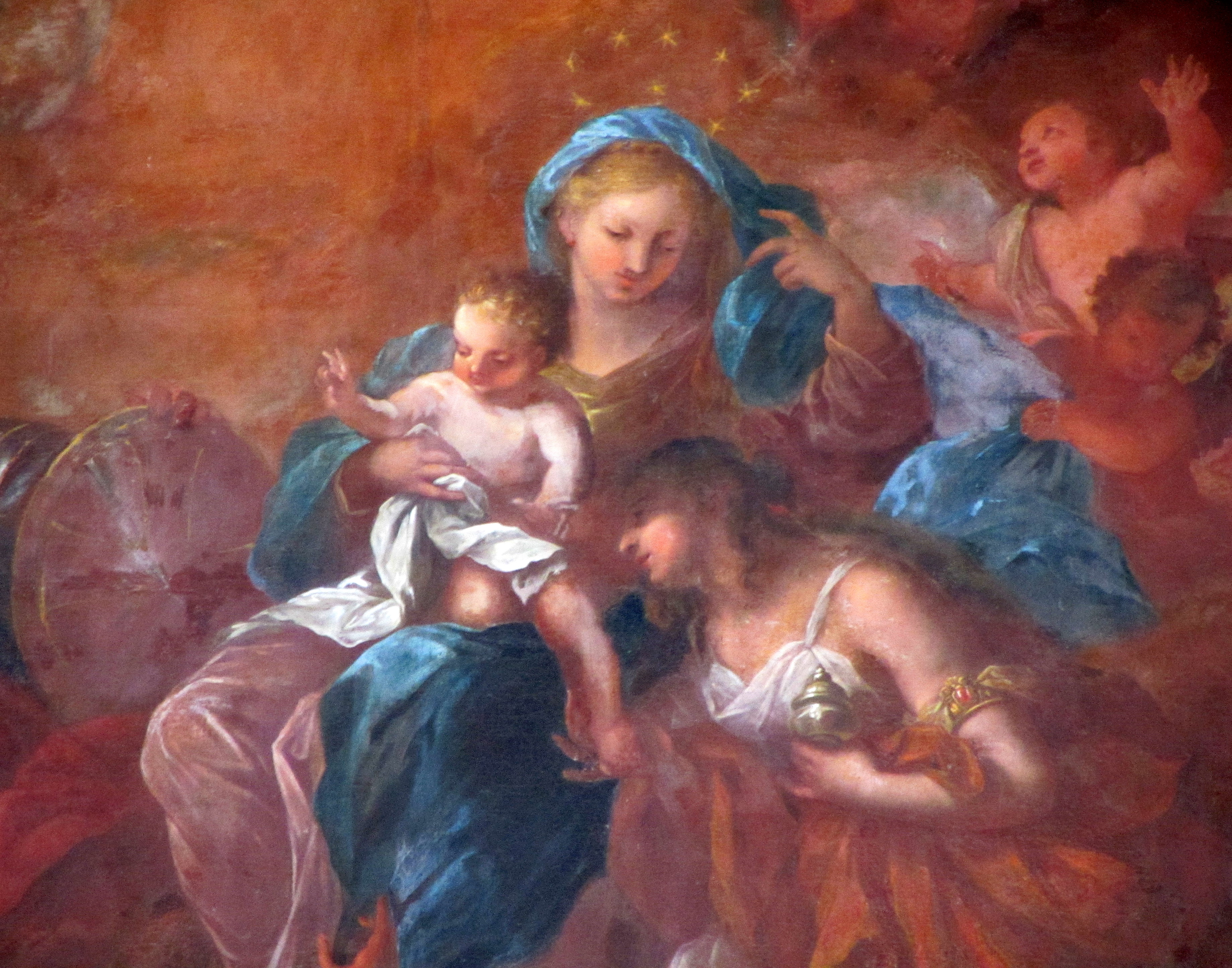
Detail: Maria mit Kind und Maria Magdalena

Das Jesuskind kniet mit einem Bein auf dem Schoß Mariens, das andere ist nach unten ausgestreckt. Maria umfasst ihr nacktes Kind mit ihrer rechten Hand und hält gleichzeitig ein weißes Tuch vor seine Hüften. Jesus hat seine Hand zum Segnen erhoben und ist genau auf der Mittelachse des Bildes platziert. Seine Mutter ergreift mit ihrer linken Hand in Kopfhöhe den blauen Umhang und richtet ihren Blick nach unten auf Maria Magdalena, die rechts vor dem Jesuskind kniet. Magdalena hat langes offenes Haar, ihre Schultern und Arme sind unbekleidet. Sie neigt sich zum Bein des Kindes, berührt seinen Fuß mit ihrer rechten Hand und hält in ihrer linken ihr Attribut, ein Salbgefäß. Ihre nackten Schultern kennzeichnen sie als Sünderin. Die Darstellung erinnert an die Geschichte im Evangelium nach Lukas, als Jesus im Haus eines Pharisäers zu Gast war, und eine Sünderin Jesu Füße mit Öl salbte (Lk 7,38 ). Des Weiteren stellt das Salbgefäß einen Bezug zur Auferstehungsgeschichte her. Markus erzählt in seinem Evangelium, wie Maria Magdalena Öl kaufte, um den Leichnam Jesu zu salben (Mk 16,1 ).
Unterhalb von Maria kämpft der Erzengel Michael gegen den Teufel, der unter Michaels Füßen kopfüber zur Erde stürzt – ein Motiv aus der  Offenbarung des Johannes (Offb 12,7 ) – und in die Hölle geschickt wird. Begleitet wird der Kampf von Michaels Ruf  Quis ut Deus („Wer ist wie Gott?“), der lateinischen Übersetzung von hebräisch Mi cha El, auf dem Bild lesbar durch Blitze in Buchstabenform. Die Blitze gehen von einem Schild aus, den der Erzengel mit seiner Linken wie eine Angriffswaffe gegen den Teufel richtet. Michael, der mit Diadem, roter Tunika und Brustpanzer wie ein römischer Legionär gekleidet ist, weist mit seinem rechten Arm nach oben in Richtung des Jesuskindes. Der unbekleidete Teufel ist mit einer Schlange umgürtet, ein Hinweis auf die Schlange des Paradieses, während ein Pfau hinter seinem Kopf Stolz und Eitelkeit symbolisiert. Die dargestellten Brüste weisen auf die Sünde der Wollust hin. 
Rechts von Michael kämpft eine Heilige gegen den Teufel, indem sie ihm ein Kreuz entgegenstreckt. Ruft man sich in Erinnerung, dass der Teufel auch als Drache bezeichnet wird, kann man diese Heilige als Margareta identifizieren, zu der neben Kreuz und Drache auch die Attribute Palme und Schwert gehören. Vor ihrer Hinrichtung durch das Schwert war sie im Gefängnis von einem Drachen bedroht worden, gegen den sie sich durch das Zeichen des Kreuzes erfolgreich wehren konnte.
Der Drache gehört als Attribut auch zu einem weiteren Heiligen, der in der linken Bildhälfte, etwas nach hinten gerückt, neben Maria zu sehen ist. Es ist der heilige Georg, der hier in der Rüstung eines Ritters mit Lanze und Schild erscheint und durch einen Palmzweig als Märtyrer gekennzeichnet ist. Der Legende nach kämpfte er gegen das Böse in Gestalt eines Drachen und weist damit Ähnlichkeiten zum Erzengel Michael auf. Während Maria als Patronin der Benediktiner gilt, ist der heilige Georg Schutzpatron des Klosters Ochsenhausen, zu dem die Kirche in Tannheim zur Zeit ihrer Erbauung gehörte.
Unterhalb des heiligen Georg kniet der heilige Martin, der Patron der Tannheimer Kirche, vor Maria und Jesus. Seinen Bischofsmantel ziert ein Bild des Evangelisten Johannes, der durch sein Attribut, den Adler, kenntlich gemacht ist. Johannes ist der Verfasser der Apokalypse, in der vom Kampf des Erzengels Michael gegen den Teufel berichtet wird. Martin ist von Engeln umgeben, die seine Attribute präsentieren: Bischofsstab und Mitra befinden sich über ihm, Brustwehr und Helm auf der untersten Stufe einer Treppe, unterhalb einer Gans. Nach der Legende hatten Gänse den Ort verraten, an dem sich Martin versteckt hielt, um sich seiner Weihe zum Bischof zu entziehen. Zur Mitte hin sitzt auf der Treppe der Bettler, für den Martin seinen Mantel mit dem Schwert geteilt hatte.

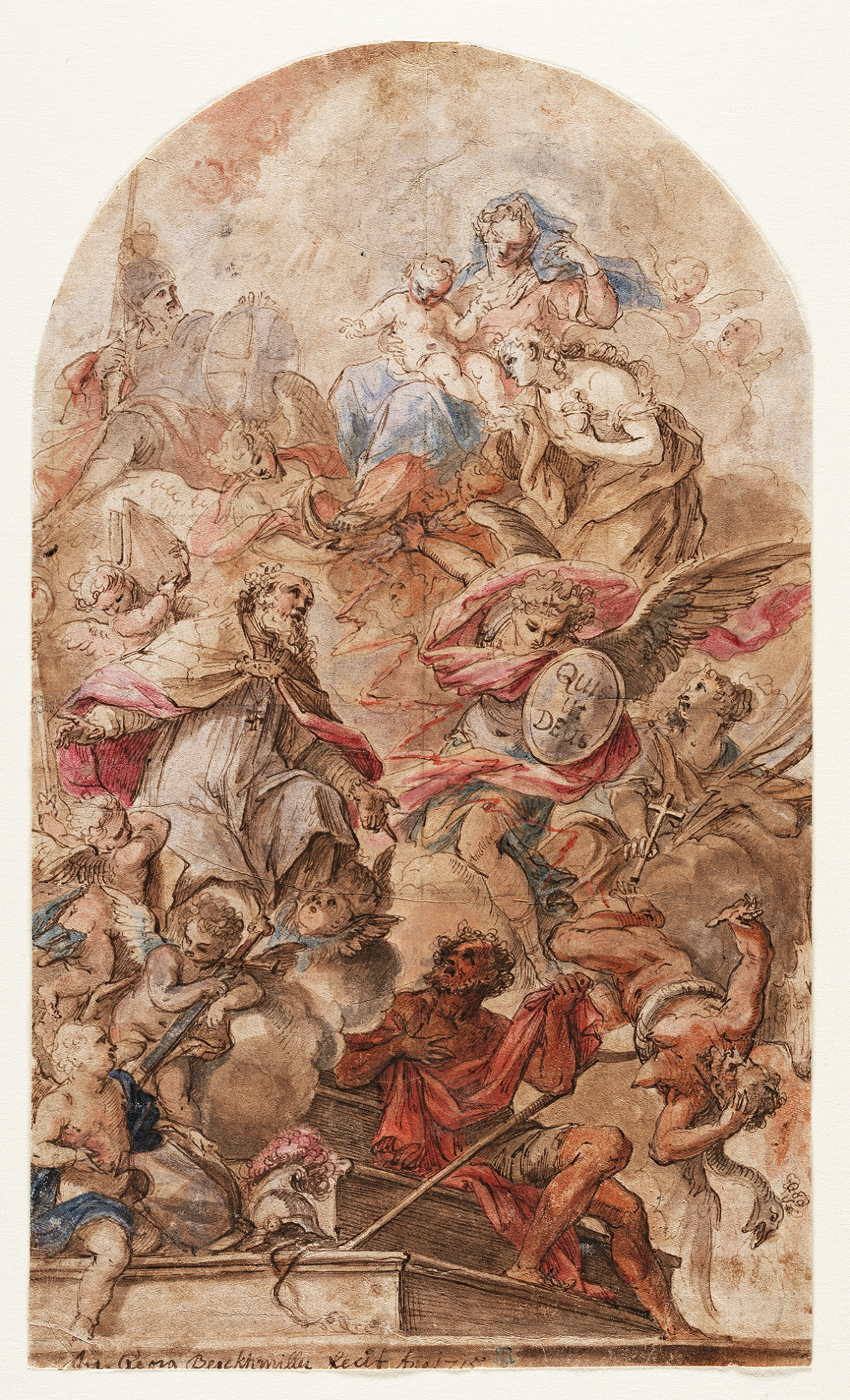
Aquarellierte Entwurfszeichnung (1715 datiert)

## Entwurfszeichnung
Bergmüllers Entwurfszeichnung Der hl. Martin huldigt Maria hat eine Breite von 20 und eine Höhe von 34 Zentimetern und liegt im Crocker Art Museum in Sacramento. Sie ist in Bleistift, Tinte und Aquarell ausgeführt und signiert mit Joh Georg Berckhmiller fec. Anno 1715. Entwurf und Ausführung stimmen im Wesentlichen überein, es gibt aber auch Unterschiede. Im Entwurf hält der Engel unter Martin statt der Gans das Schwert, mit dem der Heilige den Mantel teilte. Der Schild des Erzengels Michael, der mit seiner Rechten Blitze gegen den Teufel schleudert, ist mit der Inschrift Quis ut Deus versehen. Im Altarbild ist der Rundschild unbeschriftet, die Blitze gehen von seinem Zentrum aus und nehmen Wortgestalt an: Quis ut Deus. Im Entwurf hat der Bettler, der mit abgewinkelten Beinen auf den Stufen sitzt und zum heiligen Martin emporschaut, noch eine dominierende Position inne. Auf dem Altarbild ist er etwas nach links abgedrängt, die Blickrichtung zum Heiligen ist durch die Mantelhälfte verstellt und der Blick des Betrachters wird durch eine eingefügte Balustrade vom Bettler abgelenkt. 
Bergmüller gestaltete den Entwurf sorgfältig. Mit dem Auftrag für dieses Bild wollte er sich wohl auch Anschlussaufträge vom Kloster Ochsenhausen sichern.